# Elektromagnet

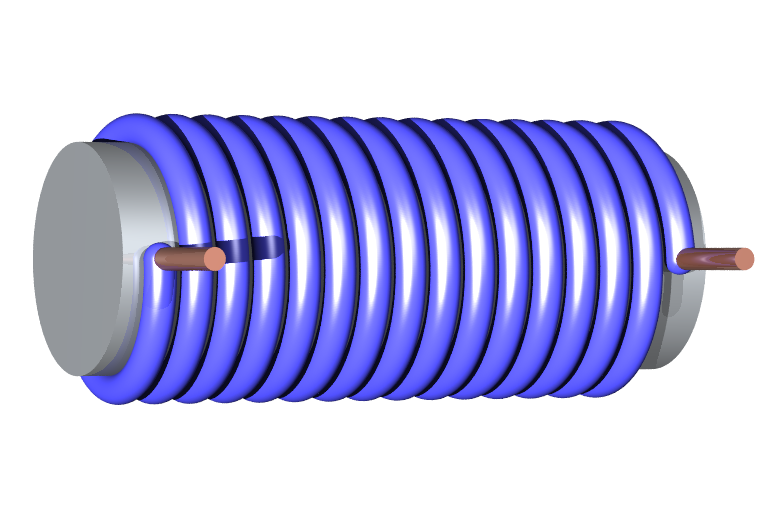
En enkel elektromagnet bestående av en isolerad ledningstråd lindad runt en järnkärna

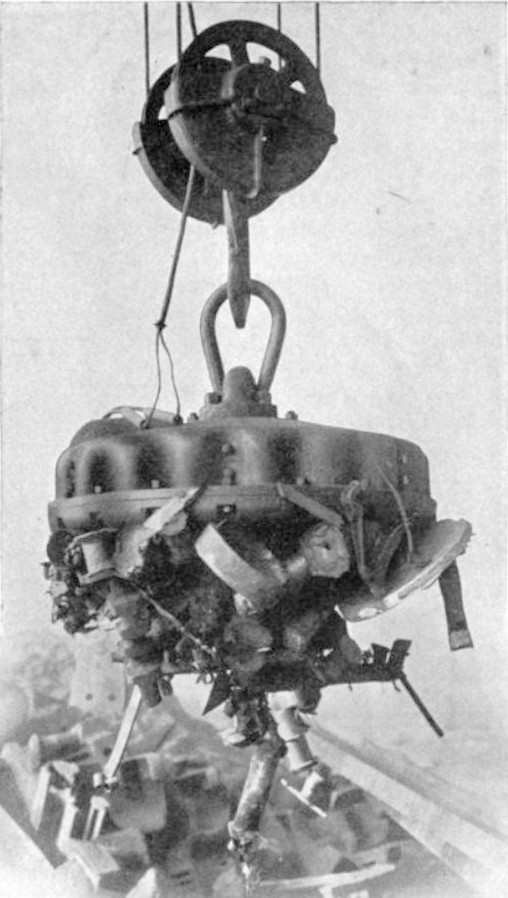
Äldre industriell elektromagnet för hantering av järnskrot

En elektromagnet är en magnet vars magnetiska fält alstras av en elektrisk ström. 
En enkel elektromagnet kan tillverkas genom att en isolerad koppartråd lindas runt en kärna av mjukjärn, exempelvis en spik. Om likström leds genom metalltråden kommer kärnans ändar att bete sig som en magnets nord- och sydpoler till dess strömmen bryts. Vilken ände som blir nord- respektive sydpol går att bestämma med hjälp av högerhandsregeln.
Regeln innebär att om man griper om en spole med högra handen så att fingrarna pekar i strömriktningen så pekar tummen i magnetfältets riktning (mot elektromagnetens nordpol).
För att öka elektromagnetens styrka kan antalet lindningsvarv ökas och/eller så kan strömstyrkan ökas. En ferromagnetisk kärna ger ett starkare magnetfält upp till det ferromagnetiska materialets mättnadsmagnetisering på ungefär 2 tesla. När mycket starka magnetfält behövs, som för till exempel magnetresonanstomografi, brukar magneter med supraledande lindningar användas.

## Den ferromagnetiska kärnan
Kärnans material (vanligtvis järn) består av små områden som kallas magnetiska domäner vilka fungerar som små magneter (se ferromagnetism). Innan elektromagnetens ström är påslagen är domänerna i kärnan orienterade i slumpmässiga riktningar så att deras magnetiska fält tar ut varandra och kärnan har inget storskaligt magnetfält. När en ström leds genom spolen tränger dess magnetfält genom kärnan och får domänerna att orientera sig parallellt med spolens magnetfält så att domänernas magnetiska fält adderas till det av spolen orsakade fältet. Ju mera ström som passerar genom spolen, desto mer kommer domänerna att orientera sig i spolens fältriktning och ju starkare kommer magnetfältet att bli. Slutligen kommer alla domäner att vara uppradade och ytterligare ökningar av strömstyrkan kommer endast att orsaka små ökningar av magnetfältet; kärnan sägs vara mättad.
När strömmen i spolen stängs av, kommer de flesta av domänerna att förlora sin anpassade riktning och återgå till en slumpmässig orientering och fältet försvinner. Men en del av inriktningen kvarstår eftersom domänerna har svårt att vända sin magnetiseringsriktning och ger kärnan en svag permanent magnetism. Detta fenomen kallas hysteres och det återstående magnetiska fältet kallas remanent magnetism. Den resterande magnetiseringen av kärnan kan avlägsnas genom avmagnetisering.

## Användning av elektromagneter
- Reläer
- Högtalare
- Transformatorer
- Bandspelare
- Hårddiskar
- Partikelacceleratorer
- Tvättmaskiner
- Elektriska motorer och generatorer
- MRI-maskiner
- Vetenskaplig utrustning som till exempel en masspektrometer
- Partikelacceleratorer

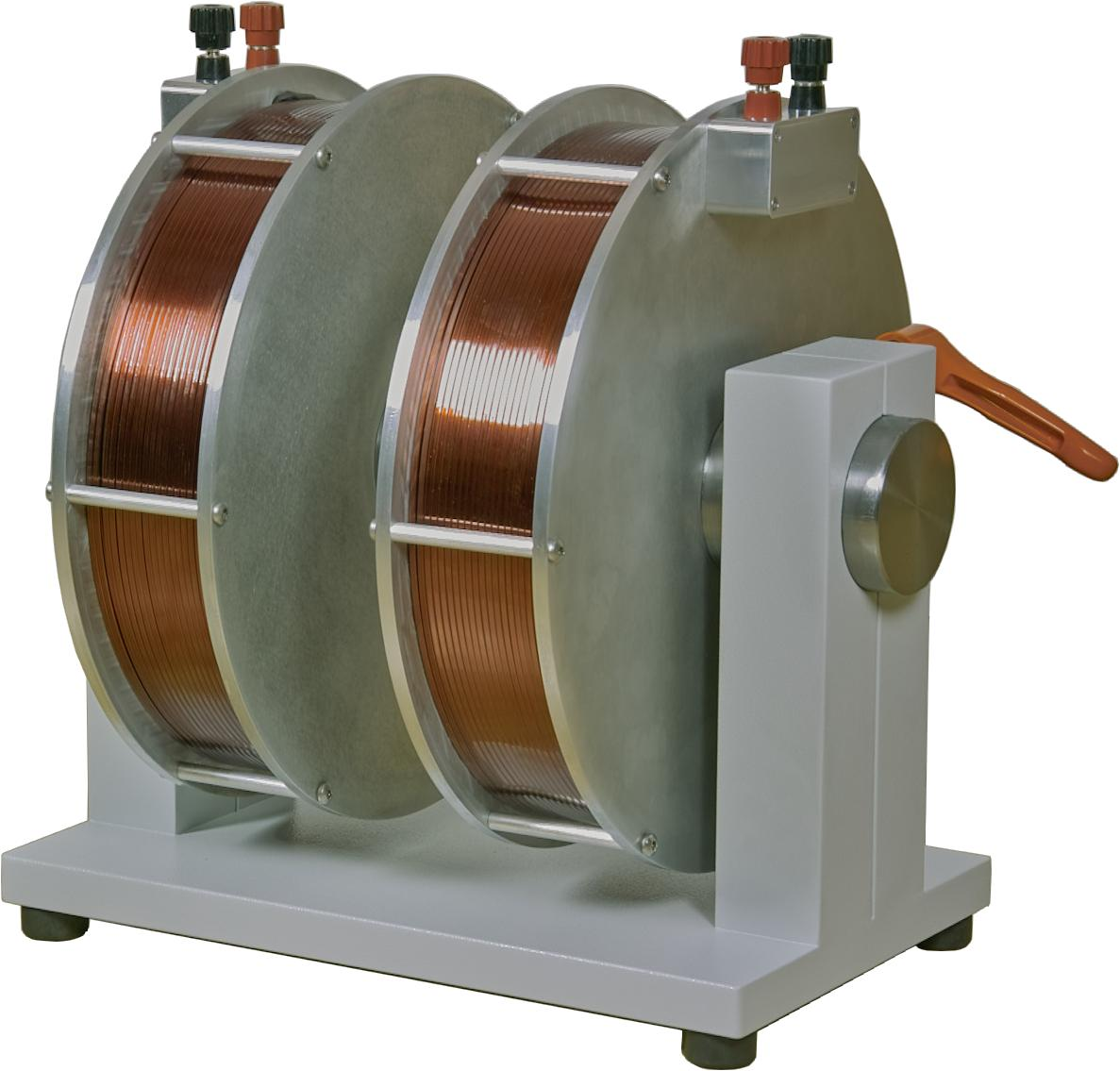
Elektromagnet för laboratorium, som alstrar en fältstyrka på 2 T med 20 A strömstyrka
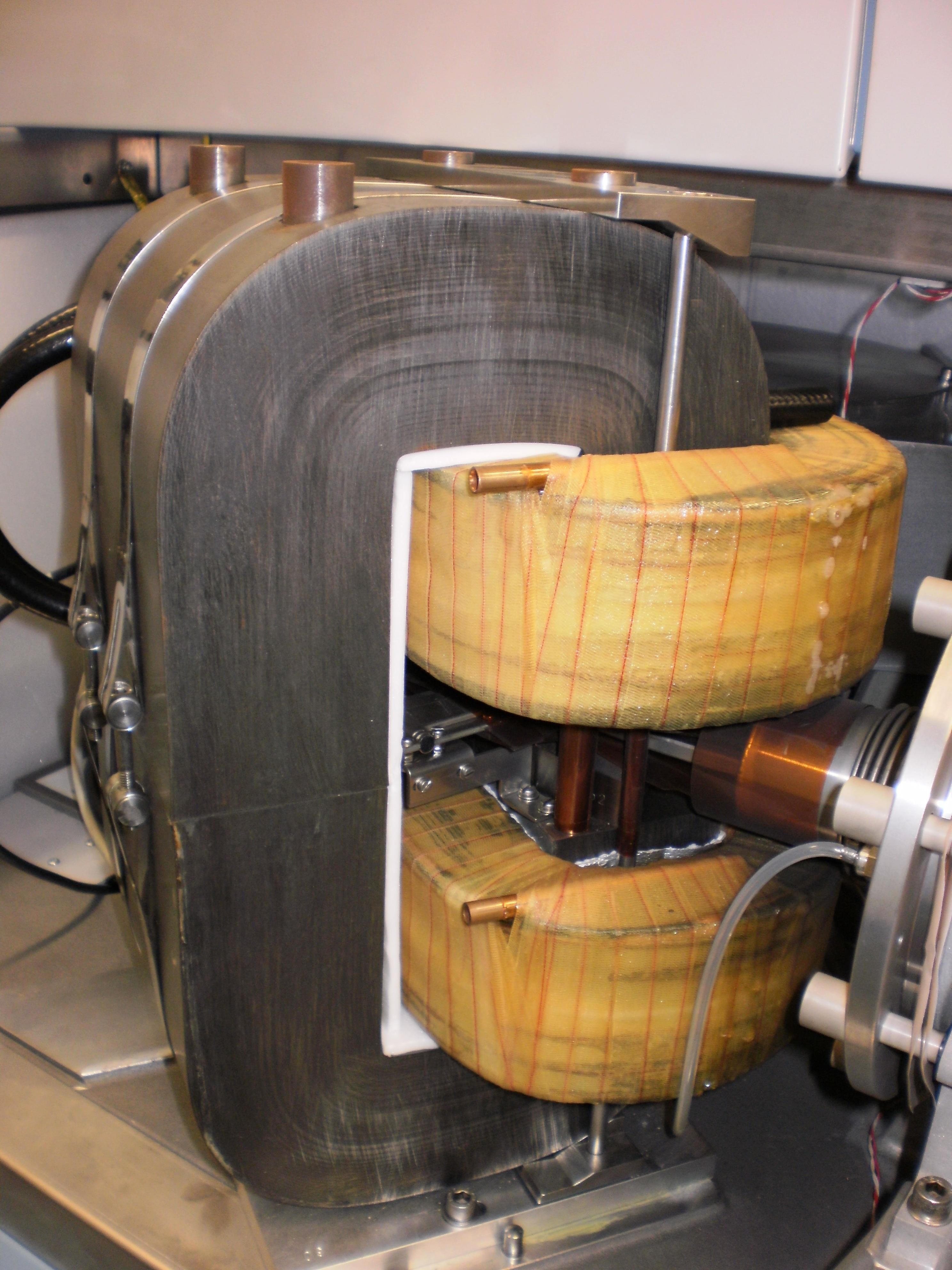
Magnet till en masspektrometer
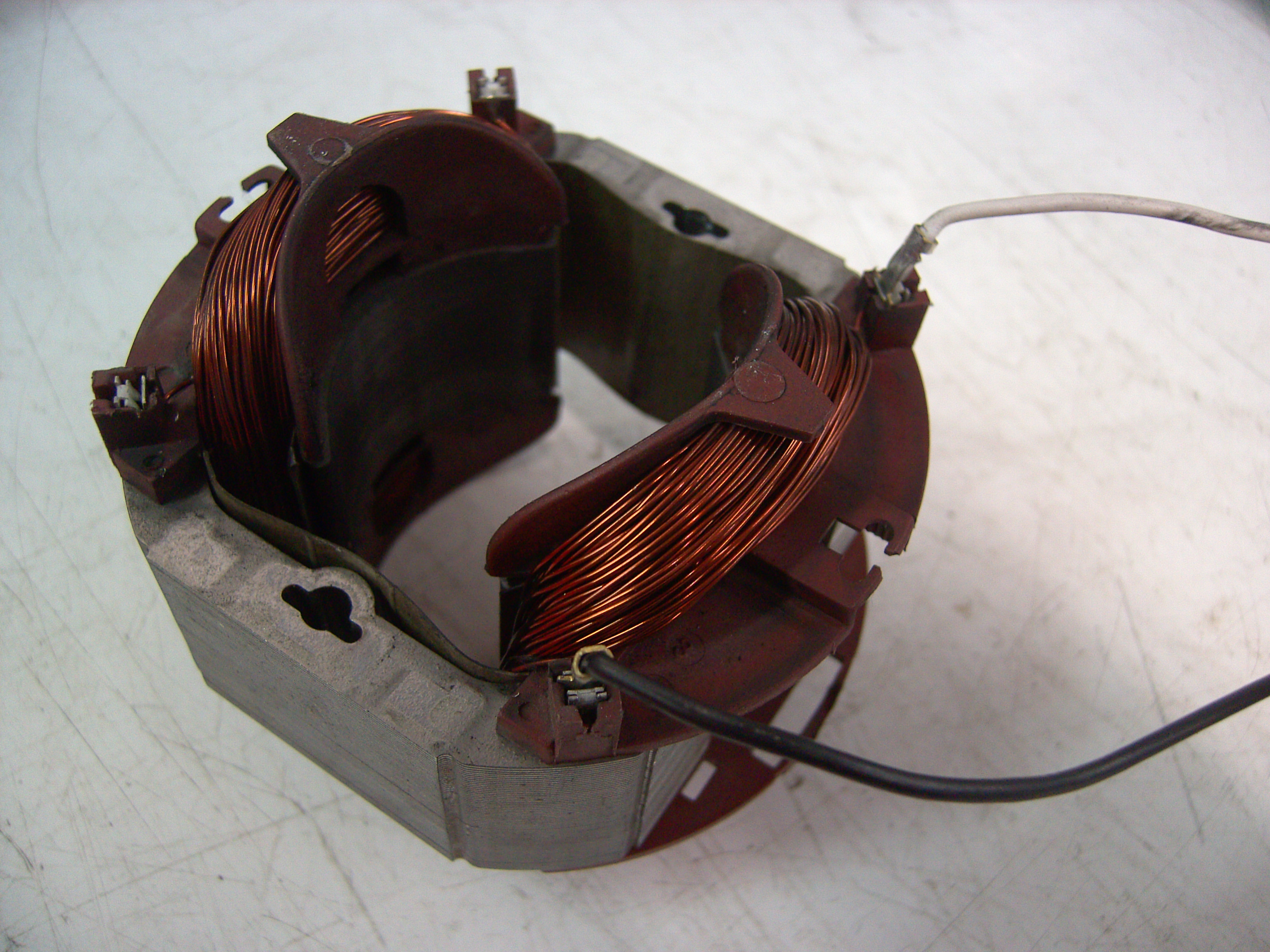
AC-elektromagnet i en stator till en elektrisk motor
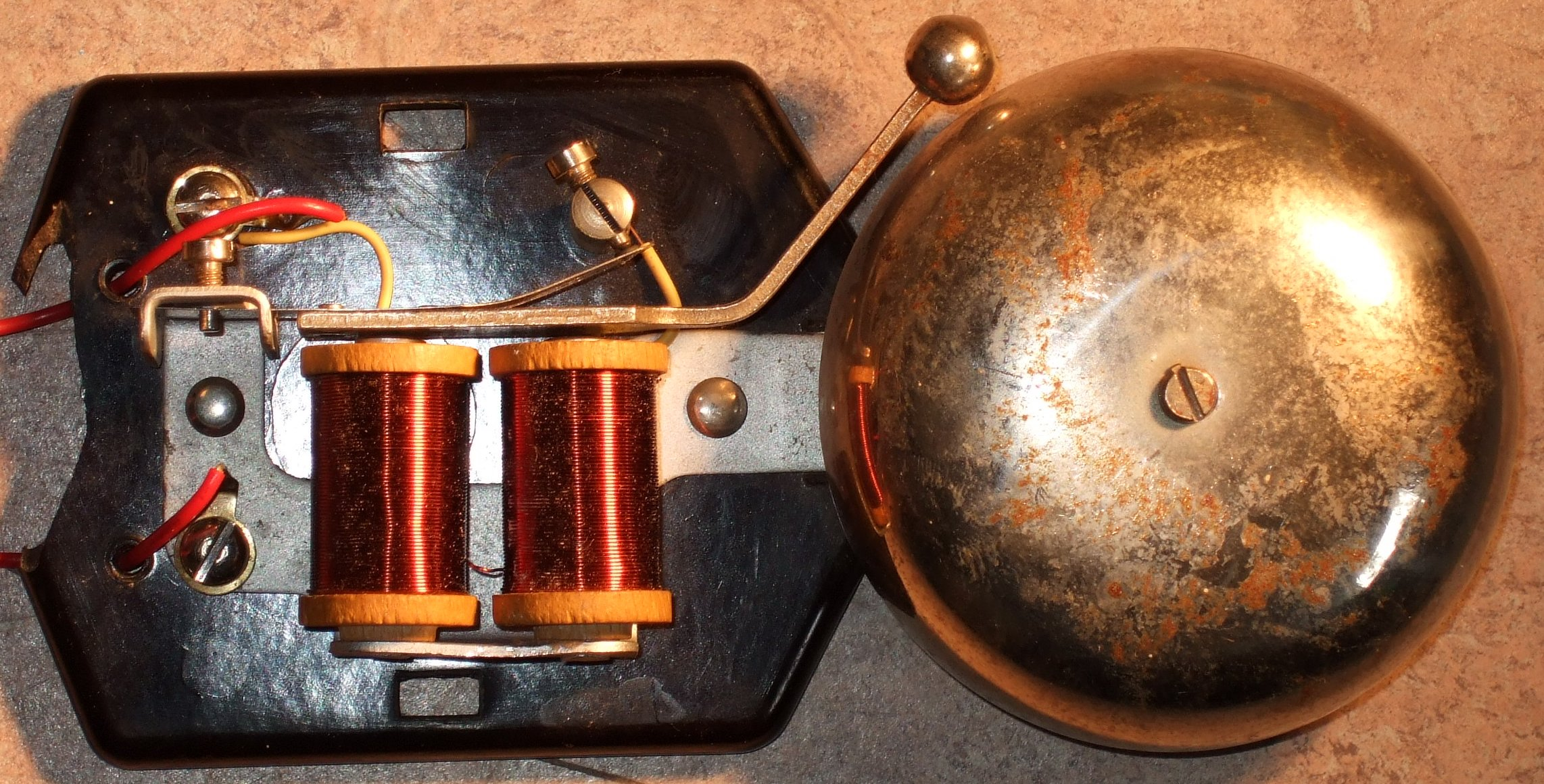
Magneter i en elektrisk ringklocka